# Efekt sprężyny
Efekt sprężyny – w psychologii społecznej - to postępujące lub gwałtowne ujawnianie się w społeczeństwie ulegle dotąd tłumionych napięć wewnętrznych, związanych zazwyczaj z racjonalnie nieuzasadnialnymi uprzedzeniami, prowadzące do różnego rodzaju dyskryminacji bądź nawet i krwawych pogromów negatywnie stereotypizowanych grup społecznych.
Efekt sprężyny jest swoistym "skutkiem ubocznym" poważnych stresorów (np. ubożenie w realnej stagnacji gospodarczej), wpływających na:
1. zanikanie indywidualnych przekonań co do naturalnej powinności zachowywania zawsze podczas kryzysu postawy nienagannej;
2. zanikanie społecznego zaangażowania w dezaprobatę dla postaw uznawanych w ramach systemu wychowawczego za naganne.